# ناتن
ناتن (به انگلیسی: Notton) یک روستا و محله مدنی در بریتانیا است که در سیتی ویکفیلد واقع شده‌است. ناتن ۹۸۲ نفر جمعیت دارد.